# Riad al-Turk
Riad al-Turk (n. 2 aprilie 1930, Homs, Siria – d. 1 ianuarie 2024, Paris, Franța) a fost un lider al opoziției siriene, prizonier politic timp de aproximativ 20 de ani și susținător al democrației, care a fost numit „bătrânul opoziției siriene”.  A fost secretar general al Partidului Comunist Sirian (Biroul Politic) de la înființarea acestuia în 1973 până în 2005.

## Prezentare generală
Al-Turk s-a alăturat Partidului Comunist Sirian în timp ce era student. A fost închis pentru prima dată în 1952, la scurt timp după ce a terminat facultatea de drept, pentru că s-a opus guvernului militar care a ajuns la putere printr-o lovitură de stat. A fost reținut timp de cinci luni și torturat, dar nu a fost niciodată judecat în instanță.  Mai târziu a scris articole pentru ziarul de partid, Al-Nour, și a devenit un ideolog de frunte al partidului. A fost închis din nou în 1958 sub Nasser pentru că s-a opus fuziunii Siriei și Egiptului în Republica Arabă Unită și a fost deținut timp de șaisprezece luni. Din nou a fost torturat, dar nu a fost judecat pentru nicio crimă.
Turk conducea de ceva vreme o fracțiune din cadrul Partidului Comunist care cerea o viziune mai pozitivă asupra naționalismului arab, în opoziție cu secretarul general Khalid Bakdash, care conducea partidul cu o mână de fier. În 1972, Bakdash a decis să fuzioneze partidul în Frontul Național Progresist, o coaliție de organizații aliate cu Partidul Socialist Arab Baath, aflat la guvernare. Împreună cu susținătorii din aripa radicală a partidului, Turk a format Partidul Comunist Sirian (Biroul Politic), consolidând o scindare care era evidentă încă de la sfârșitul anilor 1960. Biroul Politic SCP a negociat inițial cu guvernul termenii de legalizare și de apartenență la Front. Cu toate acestea, mai târziu a luat o poziție puternică de opoziție, mai ales din 1976 după intervenția siriană în favoarea guvernului de dreapta maronit în războiul civil libanez. Acest lucru a dus la represiunea partidului, care a fost intensificată la începutul anilor 1980, când guvernul Hafez al-Assad s-a simțit sub presiunea din ce în ce mai mare atât din partea islamiștilor, cât și a opoziției laice. Al-Turk a fost arestat și închis la 28 octombrie 1980 și deținut în condiții foarte dificile timp de aproape 18 ani.  A petrecut cea mai mare parte a acestei perioade în izolare și a suferit torturi regulate. Pe baza interviurilor cu jurnalistul al-Turk, Robin Wright, relatează că a fost „încuiat într-o celulă subterană fără ferestre, cam de lungimea corpului sau de dimensiunea unui mic compartiment de lift, la un sediu al serviciilor de informații”. Al-Turk „nu mi s-a permis niciodată să ies din celulă pentru a face mișcare. Până în ultimele luni, nu mi s-a permis o carte, ziar, poștă sau orice altceva pentru a-mi menține mintea ocupată”. În primii treisprezece ani de închisoare, nu i s-a permis nicio comunicare sau informații despre prietenii și familia lui, inclusiv cele două fiice ale sale. „Singura sa activitate era să i se permită de trei ori pe zi să meargă la o toaletă comună”. Nu i s-a permis niciodată să o folosească când alți prizonieri erau acolo, dar a căutat coșul de toaletă pentru haine aruncate, deoarece hainele lui erau uzate. Una dintre puținele sale diversiuni a fost să strângă boabe de cereale negre pe care le-a găsit în supa subțire care i-a fost servită seara și să folosească boabele pentru a crea imagini în celula lui.  A suferit o stare de sănătate considerabilă, inclusiv diabet pentru care i s-a refuzat tratamentul. A fost eliberat la 30 mai 1998.
După eliberarea sa în 1998, al-Turk nu a fost inițial deosebit de activ din punct de vedere politic. În iunie 2000, însă, președintele sirian Hafez al-Assad a murit, iar fiul său Bashar i-a succeedat. Aceasta a fost urmată de o izbucnire de dezbateri politice și de cereri pentru schimbări democratice, cunoscute sub numele de Primăvara Damascului, iar al-Turk și-a reluat un rol proeminent. Declarația sa la televiziunea Al Jazeera din august 2001 că „dictatorul a murit” a fost văzută ca o cauză directă a reînnoirii represiunii de către un guvern furios, iar al-Turk însuși a fost arestat câteva zile mai târziu, la 1 septembrie 2001, și supus unui proces considerat pe scară largă ca incorect în fața unei instanțe de securitate a statului. În iunie 2002 a fost condamnat la trei ani de închisoare pentru „încercarea de a schimba constituția prin mijloace ilegale”.  Acest lucru a dus la proteste internaționale, mai ales având în vedere sănătatea sa precară.
Al-Turk a fost eliberat după ce a ispășit cincisprezece luni din pedeapsă și și-a reluat activitățile politice. În primăvara anului 2005, Partidul Comunist Sirian (Biroul Politic) a organizat un congres secret în cadrul căruia a decis să-și schimbe numele în Partidul Popular Democrat Sirian. La acest congres, Turk a demisionat din funcția de secretar de partid, dar a rămas un membru influent al organizației. În același an, el a apărut și ca un nume proeminent în Declarația de la Damasc, o coaliție pro-democrație a activiștilor și organizațiilor opoziției siriene.
Al-Turk a murit la 1 ianuarie 2024, la vârsta de 93 de ani. 

## Lectură în continuare
- Riad al-Turk Interview: 11 March 2005, Joshua Landis⁠(d), Syria Comment⁠(d), 19 March 2005
- „SyriaComment.com: Riad al-Turk Interviewed by Joe Pace on Mehlis, the Opposition, Ghadry”. Joshua Landis. 22 octombrie 2005. Accesat în 18 februarie 2020.
- Gary C. Gambill, Dossier: Riyad al-Turk,  Middle East Intelligence Bulletin⁠(d), 2009[nefuncțională]
- „Riad al-Turk”. Carnegie Endowment for International Peace (în latină). 29 august 2012. Accesat în 18 februarie 2020.
- „Who's who: Riad al-Turk”. The Syrian Observer. 21 iunie 2013. Accesat în 18 februarie 2020.
- „Riad al-Turk, the 'Old Man of the Syrian Opposition'”. Fanack.com. 23 octombrie 2018. Arhivat din original la 18 februarie 2020. Accesat în 18 februarie 2020.